# Clematis patens 'Beautiful Bride'
Cultivar
La clématite patens 'Beautiful Bride' est un cultivar de clématite obtenu en 1993 par Szczepan Marczynski  en Pologne. Elle fut cependant commercialisée à partir de 2011 après sa présentation au Plantarium de la même année.
'Beautiful Bride' est distribué par les pépinières Szczepan Marczyński and Wladyslaw Piotrowski  situées à Pruszków en Pologne.

## Description
Cette clématite fait partie du groupe 2, ce qui implique une floraison printanière sur le bois de l'année précédente et automnale sur la pousse  de l'année.

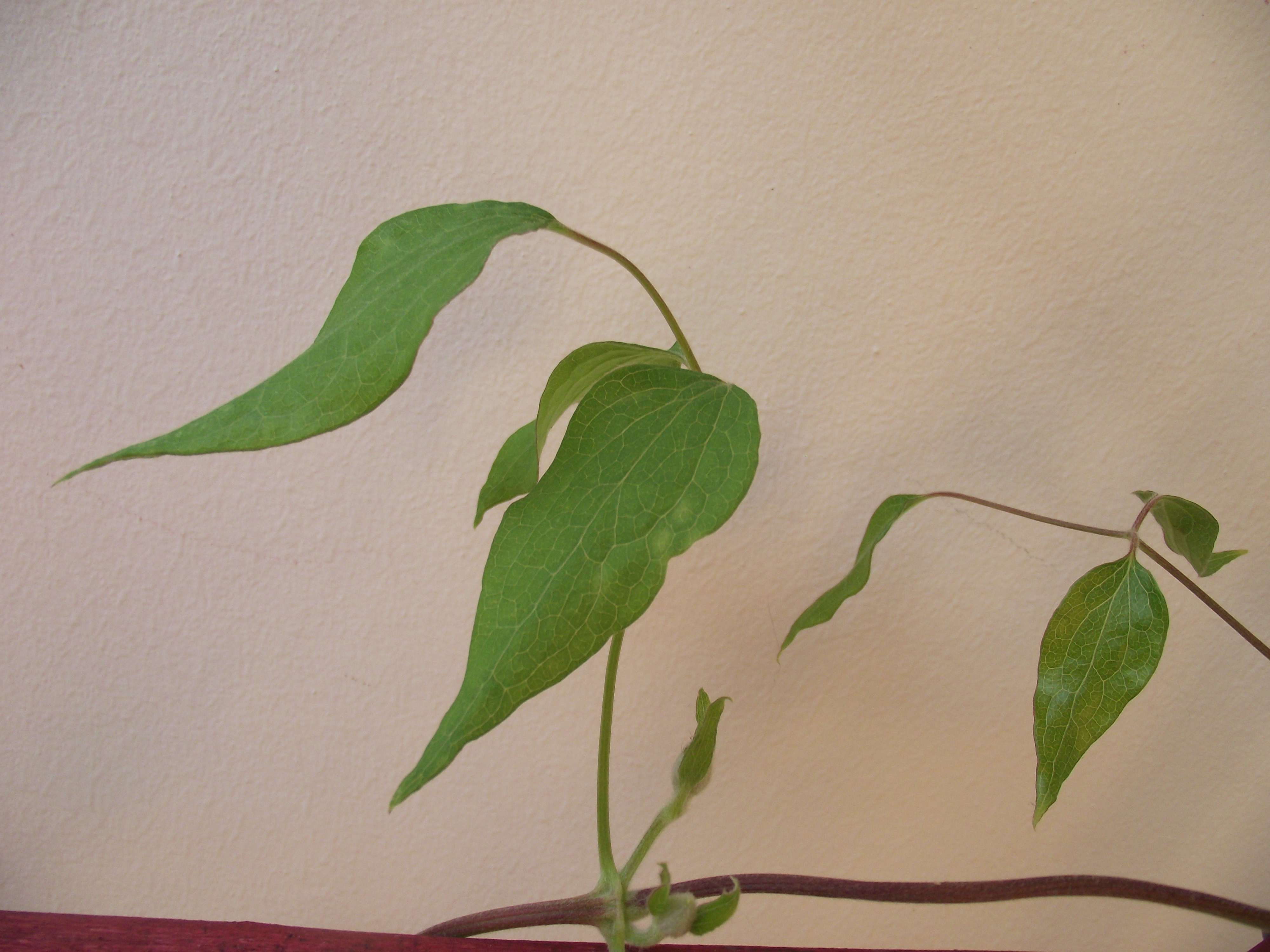
Feuilles de clématite 'Beautiful Bride'

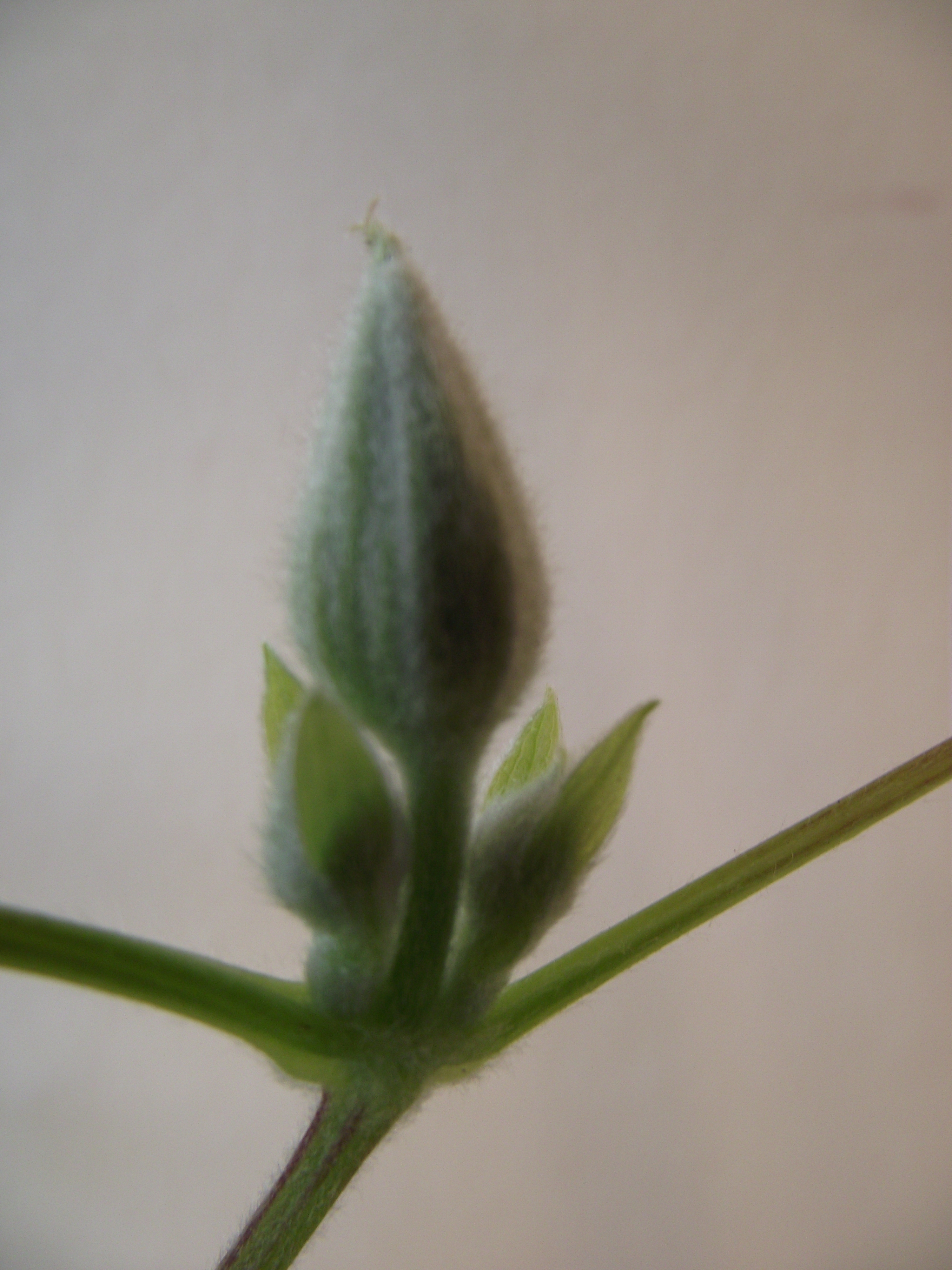
Boutons axillaires de clématite 'Beautiful Bride'

### Feuilles
Les feuilles caduques de cette clématite sont parfois simples d'environ 15 cm et parfois alternes d'une taille de 16 à 22 cm.[réf. nécessaire]
Les feuilles immatures sont lancéolées puis ovales et pointues à maturité. Elle possèdent également un léger duvet sur la face des feuilles.

### Fleurs
La clématite patens 'Beautiful Bride' dispose d'une très grande fleur blanche pouvant atteindre 30 cm. Les fleurs apparaissent au travers de bourgeons axillaires en nombreuse quantité et ce depuis la base de la plante. La fleur de ce cultivar est en forme d'étoile légèrement courbée vers l'extérieur.

#### Sépales

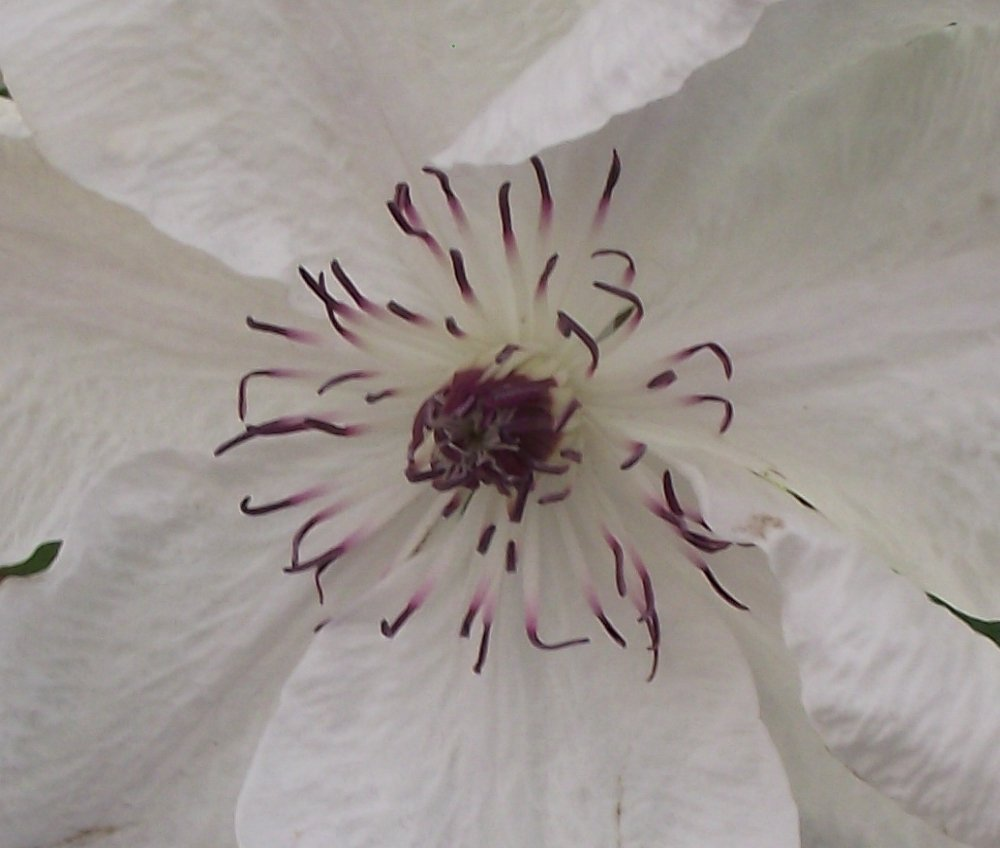
Stigmates de 'Beautiful bride'.jpg

Le sépale de la clématite 'Beautiful Bride' mesure entre 9 et 13 cm de long pour une largeur de 5 à 6 cm. Elliptique et lancéolé, il est légèrement ondulé à l'extrémité pointue.

#### Étamines et stigmates
'Beautiful Bride' possède environ 100 étamines de couleur citron  et des stigmates blancs à la base puis violets à l'extrémité.[réf. nécessaire]

#### Parfum
Cette clématite n'a pas de parfum.

## Obtention
La clématite 'Beautiful Bride' fut obtenue par le croisement de différents pollens et de la clématite patens 'Mrs Cholmondeley'.

## Protection
'Beautiful Bride' est protégé par l'Union international pour la protection des obtentions végétales sous licence PBR & PPaf sous le numéro : 30545 du 11 février 2011.

## Culture

### Plantation
La clématite 'Beautiful Bride' s'épanouit très bien en pot ou en pleine terre. Elle doit être plantée dans un mélange drainant, fertile et léger. Les racines préfèrent  un sol frais et ombragé.

### Croissance
À taille adulte cette clématite s'élance entre 2,5 et 3 mètres en gardant un feuillage très dense.

### Floraison
'Beautiful Bride' fleurit deux fois par an sur le bois de l'année précédente au printemps elle dispose d'une floraison entre mai et juillet parfois semi-double. À l'automne la floraison est entre août et septembre sur la pousse de l'année. Elle fait partie du groupe 2.

### Utilisations
'Beautiful Bride' est parfait pour les pergolas, treillis, tonnelles et clôtures. Elle peut aussi grimper sur des supports naturels tels que les feuillus, des conifères et des arbustes.

### Taille
La clématite 'Beautiful Bride' a besoin d'une taille annuelle, souvent au mois de mars mais à toute période de repos végétatif. Elle demande une taille légère, c'est-à-dire une taille de 30 cm sur un tiers des banches.

### Résistance
Cette clématite résiste à des températures jusqu'à moins 20 degrés Celsius.

### Maladies et ravageurs
La clématite 'Beautiful Bride' est sensible à l'excès d'eau ce qui pourrait provoquer une pourriture du collet de la plante et ainsi la mort de la clématite. Elle peut également souffrir d'apoplexie due à un champignon appelé Ascochyta clematidina, provoquant un flétrissement brutal des feuilles. Pour combattre ce champignon la terre doit être remplacée sur 20 cm et l'excès d'eau doit être proscrit.
Les limaces peuvent également s'attaquer à cette clématite et notamment aux jeunes pousses du printemps.

## Récompenses
Clématite patens 'Beautiful Bride' a obtenu de nombreuses récompenses depuis sa mise sur le marché en 2011 :
- Médaille d'or au Plantarium, (Pays-Bas) en 2011,
- Médaille d'honneur au Green is life, (Pologne) en 2011,
- Médaille d'argent au Flowers, (Russie] en 2011.